# Allobates undulatus
Espèce
Synonymes
- Colostethus undulatus Myers & Donnelly, 2001

Statut de conservation UICN

 DD  : Données insuffisantes
Allobates undulatus est une espèce d'amphibiens de la famille des Aromobatidae.

## Répartition
Cette espèce est endémique du Cerro Yutajé dans l'État d'Amazonas au Venezuela. Elle se rencontre à 1 750 m d'altitude.

## Publication originale
- Myers & Donnelly, 2001 : Herpetofauna of the Yutajé-Corocoro Massif, Venezuela: second report from the Robert G. Goelet American Museum-Terramar Expedition to the northwestern tepuis. Bulletin of the American Museum of Natural History, n. 261, p. 1-85 (texte intégral).